# 山城町 (京都府)

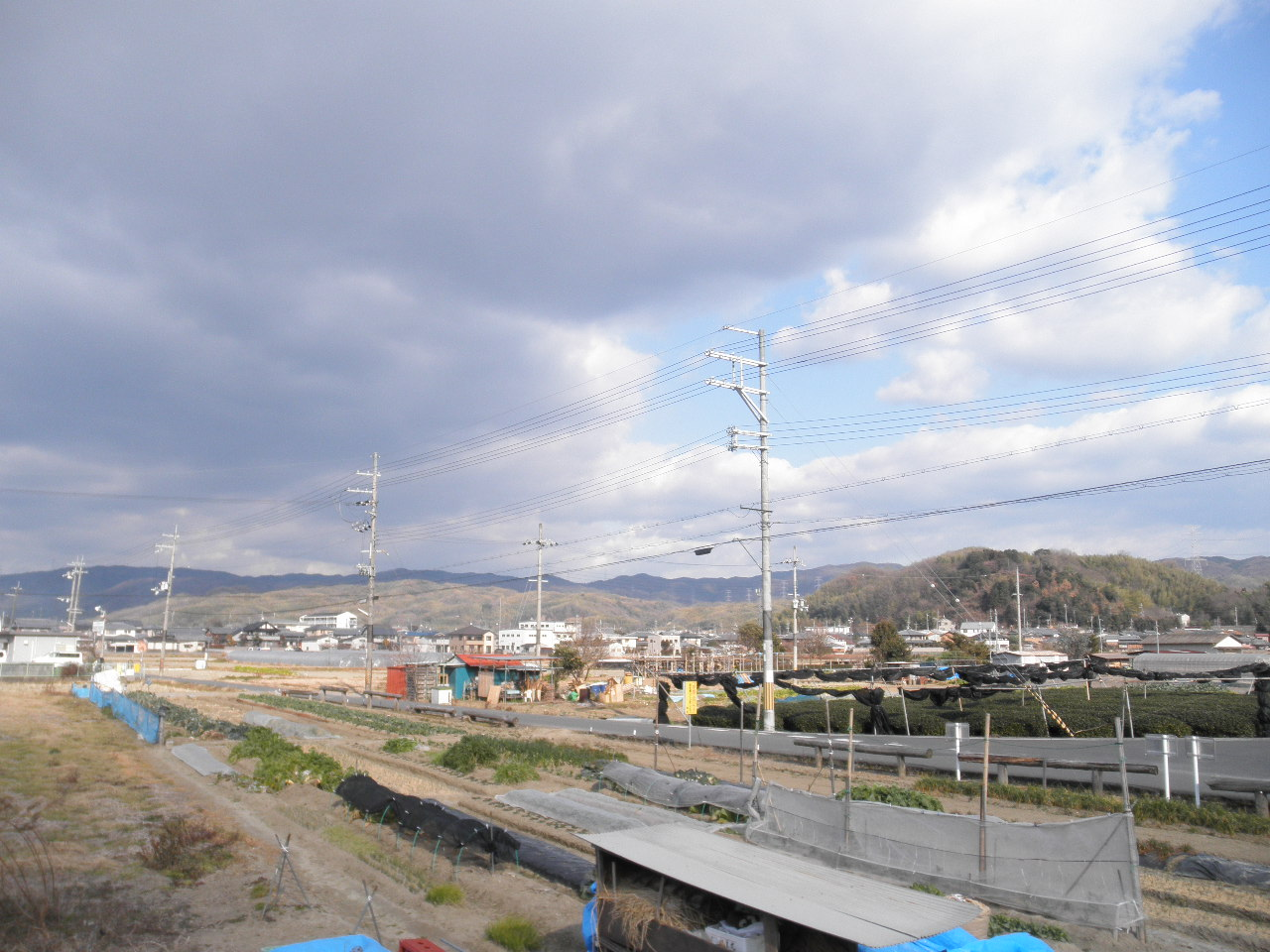
山城町の街並み
北河原字柿ノ木原で撮影

山城町（やましろちょう）は、かつて京都府の南部にあった町。
2007年3月12日に木津町・加茂町と合併し、木津川市となった。

## 概要
- 京都府の南側に位置しており、綴喜郡井手町・相楽郡和束町・加茂町川を隔てて木津町・精華町と接している田園地帯である。町の西側は木津川沿いの平地であるが、東側は山岳地帯である[2][3][4] 。

## 地理

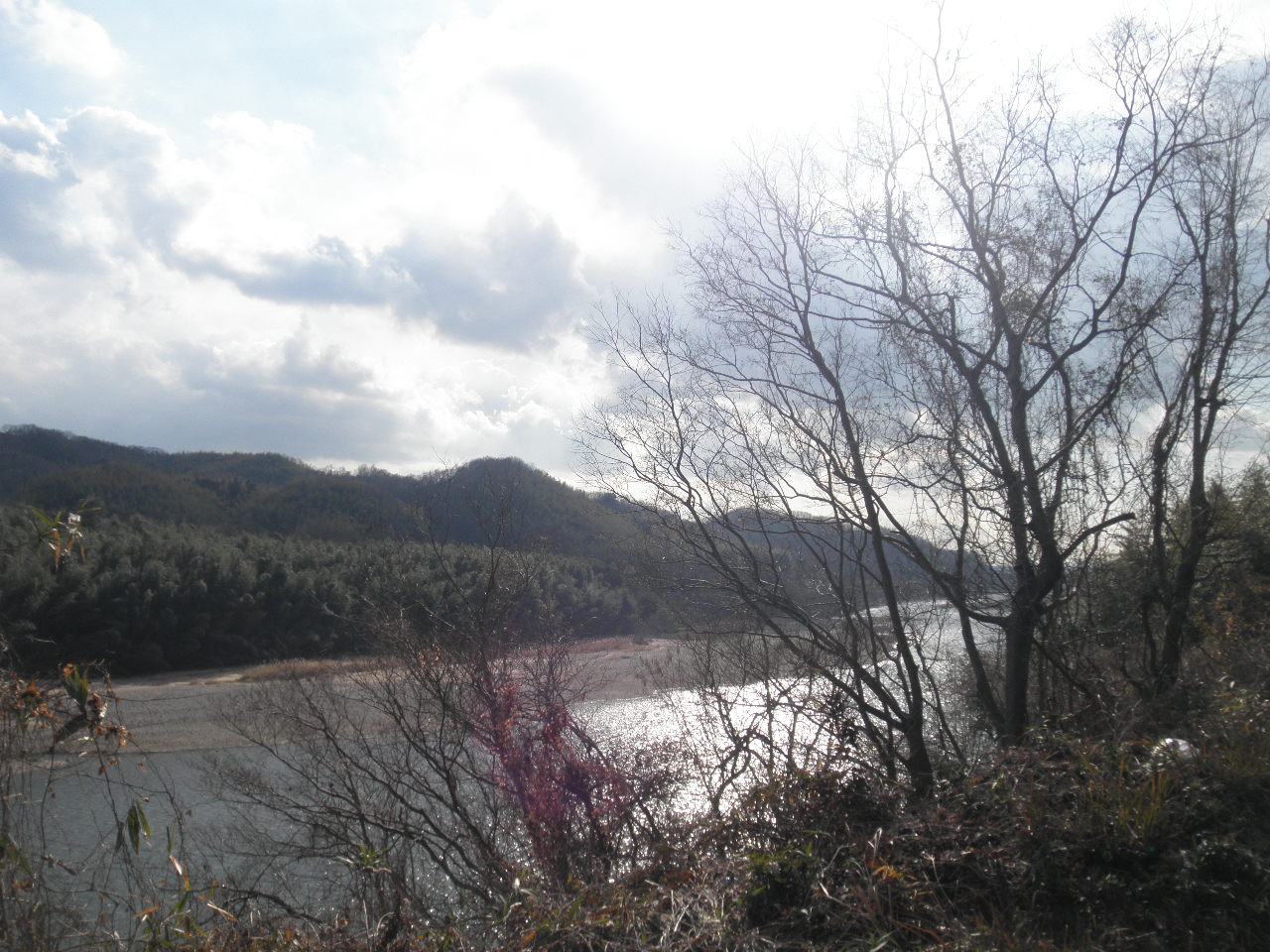
木津川 上狛字大谷で撮影

- 山:三上山 標高473m[2]
- 河川:木津川、不動川

- 木津川
上狛字大谷で撮影

### 人口
- 高度経済成長期の急激な都市化に乗らず、徐々に都市化していたので人口は急激に増えていない[2]。

| 年     | 人口   |
| ------ | ------ |
| 2000年 | 9122人 |

### 気象
- 京都府内の自治体の中では京都市の次に温暖である[2]。

## 歴史

### 沿革
- 1889年（明治22年）4月1日 - 町村制施行により椿井村・北河原村・神童寺村が合併し、高麗村。綺田村・平尾村が合併し、棚倉村。上狛村の3村が誕生。
- 1926年（大正15年）7月1日 - 上狛村が町制施行して上狛町となる[1]。
- 1956年（昭和31年）8月1日 - 上狛町、高麗村、棚倉村の1町2村が合併して、山城町が発足[1][2]。
- 1958年（昭和33年）12月20日 - 「山」を図案化した町章を制定する[5] [6] [2]。
- 2007年（平成19年）3月12日 - 木津町・加茂町と合併し木津川市が発足。

## 地域

### 大字名

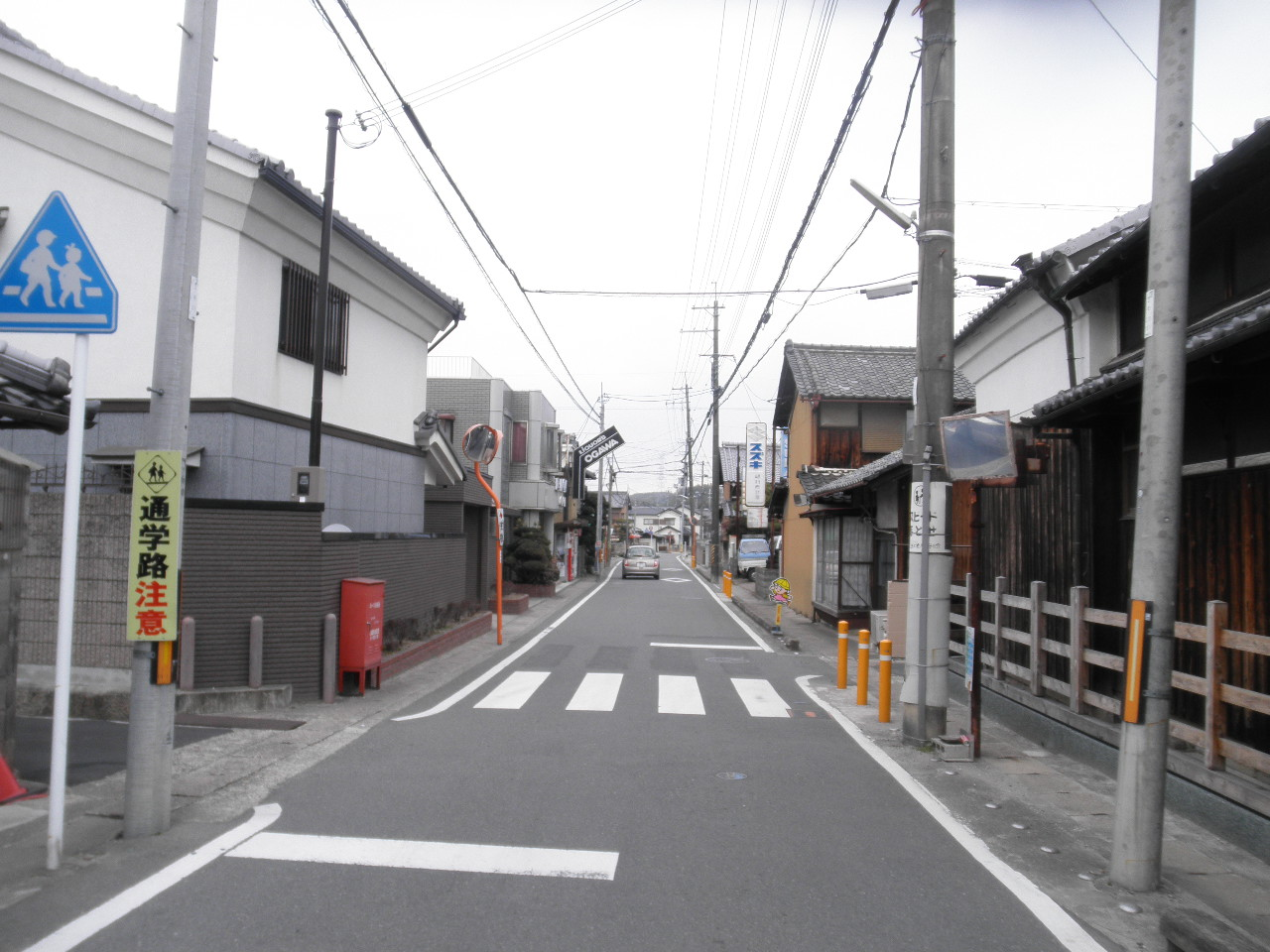
山城町中心部の街並み
上狛字乾町で撮影

- 木津川市との新設合併後は「木津川市山城町○○」になり、住居表示に大字が廃止される。

| 大字名 | 郵便番号 |
| ------ | -------- |
| 綺田   | 619-0201 |
| 上狛   | 619-0204 |
| 北河原 | 619-0206 |
| 神童寺 | 619-0203 |
| 椿井   | 619-0205 |
| 平尾   | 619-0202 |

### 警察・消防
町内には警察署と消防署はないが、木津町に木津警察署と相楽中部消防組合があり、当自治体も管轄している。
- 木津警察署山城交番
- 相楽中部消防組合山城出張所

### 図書館
- 山城町立山城図書館

### 郵便局
- 山城町郵便局

### その他の施設
- 山城広域振興局

## 行政
- 町長 藤原秀夫

## 教育
小学校
- 山城町立上狛小学校
- 山城町立棚倉小学校

中学校
- 山城町立山城中学校

## 交通

### 鉄道
- 西日本旅客鉄道
  - 奈良線 上狛駅 - 棚倉駅

### 道路

国道24号
椿井字水垣内で撮影

- 国道24号
- 国道163号
- 京都府道70号上狛城陽線
- 大阪府道・京都府道71号枚方山城線

## 名所・旧跡・観光スポット・祭事・催事

### 名所・旧跡
- 蟹満寺
- 不動川砂防歴史公園
- 椿井大塚山古墳
- 京都府立山城郷土資料館[4]